# Liga Europa da UEFA de 2017–18 – Segunda pré-eliminatória
A Segunda pré-eliminatória da Liga Europa da UEFA de 2017–18 foi disputada entre os dias 13 e 20 de julho de 2017. Um total de 66 equipes competiram nesta fase para decidir 33 das 58 vagas na Terceira pré-eliminatória.
Todas as partidas seguem o Horário de Verão da Europa Central (UTC+2).

## Segunda pré-eliminatória
O sorteio para esta fase foi realizado em 19 de junho de 2017. As partidas de ida foram disputadas em 13 de julho e as partidas de volta em 20 de julho de 2017.
| Equipe 1           | Total       | Equipe 2              | 1.º jogo | 2.º jogo |
| ------------------ | ----------- | --------------------- | -------- | -------- |
| Beitar Jerusalem   | 1–5         | Botev Plovdiv         | 1–1      | 0–4      |
| Apollon Limassol   | 5–1         | Zaria Bălți           | 3–0      | 2–1      |
| FK Rabotnički      | 1–4         | Dinamo Minsk          | 1–1      | 0–3      |
| Slovan Bratislava  | 1–3         | Lyngby                | 0–1      | 1–2      |
| Shamrock Rovers    | 2–5         | Mladá Boleslav        | 2–3      | 0–2      |
| Željezničar        | 0–2         | AIK                   | 0–0      | 0–2      |
| Cork City          | 0–2         | AEK Larnaca           | 0–1      | 0–1      |
| Kairat             | 1–3         | Skënderbeu            | 1–1      | 0–2      |
| Panionios          | 5–2         | Gorica                | 2–0      | 3–2      |
| Astra Giurgiu      | 3–1         | Zira                  | 3–1      | 0–0      |
| Haugesund          | 3–4         | Lech Poznań           | 3–2      | 0–2      |
| Brøndby            | 3–2         | VPS                   | 2–0      | 1–2      |
| IFK Norrköping     | 3–3 (3–5 p) | FK Trakai             | 2–1      | 1–2      |
| Hajduk Split       | 3–1         | Levski Sofia          | 1–0      | 2–1      |
| Nõmme Kalju        | 1–4         | Videoton              | 0–3      | 1–1      |
| Maccabi Tel Aviv   | 5–1         | KR Reykjavík          | 3–1      | 2–0      |
| Valletta           | 1–3         | Utrecht               | 0–0      | 1–3      |
| Ružomberok         | 2–1         | Brann                 | 0–1      | 2–0      |
| Liepāja            | 1–2         | Sūduva Marijampolė    | 0–2      | 1–0      |
| Qabala             | 3–1         | Jagiellonia Białystok | 1–1      | 2–0      |
| Progrès Niedercorn | 1–3         | AEL Limassol          | 0–1      | 1–2      |
| Rheindorf Altach   | 4–1         | Dinamo Brest          | 1–1      | 3–0      |
| Östersunds         | 3–1         | Galatasaray           | 2–0      | 1–1      |
| Inter Baku         | 2–4         | Fola Esch             | 1–0      | 1–4      |
| Vaduz              | 0–2         | Odd                   | 0–1      | 0–1      |
| Valur              | 3–5         | Domžale               | 1–2      | 2–3      |
| Irtysh Pavlodar    | 1–3         | Estrela Vermelha      | 1–1      | 0–2      |
| Aberdeen           | 3–1         | Široki Brijeg         | 1–1      | 2–0      |
| Ferencvárosi       | 3–7         | Midtjylland           | 2–4      | 1–3      |
| Sturm Graz         | 3–1         | Mladost Podgorica     | 0–1      | 3–0      |
| Shkëndija          | 4–2         | HJK Helsinki          | 3–1      | 1–1      |
| Trenčín            | 1–3         | Bnei Yehuda           | 1–1      | 0–2      |
| NK Osijek          | 3–2         | Luzern                | 2–0      | 1–2      |

### Jogo 1
| 13 de julho de 2017 | Beitar Jerusalem | 1 – 1     | Botev Plovdiv | HaMoshava Stadium, Petah Tikva[A]              |
| 20:00               | Kachila 11'      | Relatório | Yusein 73'    | Público: 9 450 Árbitro: POL Bartosz Frankowski |

| Beitar Jer. | Botev Plovdiv |

| 20 de julho de 2017 | Botev Plovdiv                                      | 4 – 0     | Beitar Jerusalem | Lazur Stadium, Burgas[B]                  |
| 19:30               | Dimov 10' · Viana 32' · Baltanov 47' · Brisola 90' | Relatório |                  | Público: 6 400 Árbitro: RUS Lazur Stadium |

| Botev Plovdiv | Beitar Jer. |

### Jogo 2
| 13 de julho de 2017 | Apollon Limassol                               | 3 – 0     | Zaria Bălți | AEK Arena - Georgios Karapatakis, Larnaca[C] |
| 19:00               | Schembri 10' · Alex 21' (pen) · João Pedro 28' | Relatório |             | Público: 4 450 Árbitro: HUN Ádám Farkas      |

| Apollon | Zaria Bălți |

| 20 de julho de 2017 | Zaria Bălți | 1 – 2     | Apollon Limassol              | Zimbru Stadium, Chișinău[D]                   |
| 19:00               | Focșa 47'   | Relatório | Alex 45' (pen) · Schembri 80' | Público: 2 191 Árbitro: BEL Alexandre Boucaut |

| Zaria Bălți | Apollon |

### Jogo 3
| 6 de julho de 2017 | FK Rabotnički  | 1 – 1     | Dinamo Minsk      | Training Centre Petar Miloševski, Skopje[E] |
| 18:00              | Najdenov 90+2' | Relatório | Khvashchynski 53' | Público: 510 Árbitro: NIR Arnold Hunter     |

| FK Rabotnički | Dinamo Minsk |

| 20 de junho de 2017 | Dinamo Minsk                         | 3 – 0     | FK Rabotnički | Traktor Stadium, Minsk                        |
| 17:00               | Noyok 21' · Galović 70' · Saroka 84' | Relatório |               | Público: 3 500 Árbitro: FRA Nicolas Rainville |

| Dinamo Minsk | FK Rabotnički |

### Jogo 4
| 13 de julho de 2017 | Slovan Bratislava | 0 – 1     | Lyngby   | Štadión Pasienky, Bratislava             |
| 20:15               |                   | Relatório | Kjær 75' | Público: 3 817 Árbitro: SER Nenad Djokić |

| Slovan Brat. | Lyngby |

| 20 de julho de 2017 | Lyngby                                 | 2 – 1     | Slovan Bratislava | Lyngby Stadium, Kongens Lyngby                           |
| 17:00               | Rygaard Jensen 19' (pen) · Ørnskov 30' | Relatório | Oršula 90'        | Público: 2 286 Árbitro: ISL Vilhjálmur Alvar Þórarinsson |

| Lyngby | Slovan Brat. |

### Jogo 5
| 13 de julho de 2017 | Shamrock Rovers  | 2 – 3     | Mladá Boleslav                    | Tallaght Stadium, Dublin                  |
| 21:00               | Burke 48', 90+2' | Relatório | Mebrahtu 35', 63' · Chramosta 88' | Público: 3 160 Árbitro: SWE Bojan Pandžić |

| Shamrock | M. Boleslav |

| 20 de julho de 2017 | Mladá Boleslav              | 2 – 0     | Shamrock Rovers | Městský stadion, Mladá Boleslav               |
| 18:00               | Chramosta 9' · Mebrahtu 31' | Relatório |                 | Público: 4 727 Árbitro: GEO Giorgi Kruashvili |

| M. Boleslav | Shamrock |

### Jogo 6
| 13 de julho de 2017 | Željezničar | 0 – 0     | AIK | Stadion Grbavica, Sarajevo                    |
| 20:45               |             | Relatório |     | Público: 11 170 Árbitro: SUI Adrien Jaccottet |

| Željezničar | AIK |

| 20 de julho de 2017 | AIK                        | 2 – 0     | Željezničar | Friends Arena, Solna                         |
| 19:00               | Johansson 48' · Goitom 85' | Relatório |             | Público: 9 126 Árbitro: GRE Georgios Kominis |

| AIK | Željezničar |

### Jogo 7
| 13 de julho de 2017 | Cork City | 0 – 1     | AEK Larnaca | Turners Cross, Cork                           |
| 20:45               |           | Relatório | Truyols 70' | Público: 6 441 Árbitro: FRA François Letexier |

| Cork City | AEK Larnaca |

| 20 de julho de 2017 | AEK Larnaca | 1 – 0     | Cork City | AEK Arena - Georgios Karapatakis, Larnaca     |
| 19:00               | Florian 33' | Relatório |           | Público: 3 771 Árbitro: MNE Pavle Radovanović |

| AEK Larnaca | Cork City |

### Jogo 8
| 13 de julho de 2017 | Kairat   | 1 – 1     | Skënderbeu | Almaty Central Stadium, Almaty               |
| 16:45               | Gohou 9' | Relatório | Nimaga 72' | Público: 7 054 Árbitro: CYP Leontios Trattou |

| Kairat | Skënderbeu |

| 20 de julho de 2017 | Skënderbeu            | 2 – 0     | Kairat | Skënderbeu Stadium, Korçë             |
| 20:00               | Lilaj 50' · Plaku 83' | Relatório |        | Público: 4 800 Árbitro: DIN Jens Maae |

| Skënderbeu | Kairat |

### Jogo 9
| 13 de julho de 2017 | Panionios      | 2 – 0     | Gorica | Nea Smyrni Stadium, Atenas              |
| 21:00               | Yeşil 12', 47' | Relatório |        | Público: 3 298 Árbitro: POR Hugo Miguel |

| Panionios | Gorica |

| 20 de julho de 2017 | Gorica                     | 2 – 3     | Panionios                              | Nova Gorica Sports Park, Nova Gorica        |
| 20:45               | Kapić 15' (pen), 67' (pen) | Relatório | Masouras 11' · Yeşil 16' · Lamprou 23' | Público: 1 400 Árbitro: UKR Anatoliy Abdula |

| Gorica | Panionios |

### Jogo 10
| 13 de julho de 2017 | Astra Giurgiu                           | 3 – 1     | Zira        | Stadionul Marin Anastasovici, Giurgiu         |
| 19:30               | Ioniță 31' · Dandea 55' · Le Tallec 74' | Relatório | Sadiqov 34' | Público: 1 730 Árbitro: BLR Sergey Tsinkevich |

| Astra Giurgiu | Zira |

| 20 de julho de 2017 | Zira | 0 – 0     | Astra Giurgiu | Dalga Arena, Baku[F]                           |
| 19:00               |      | Relatório |               | Público: 4 200 Árbitro: GEO Giorgi Vadachkoria |

| Zira | Astra Giurgiu |

### Jogo 11
| 13 de julho de 2017 | Haugesund                                 | 3 – 2     | Lech Poznań                 | Haugesund Stadion, Haugesund            |
| 19:00               | Abdi 24' · Hajradinović 71' · Ibrahim 73' | Relatório | Majewski 75' · Jevtić 90+3' | Público: 4 011 Árbitro: SUI Alain Bieri |

| Haugesund | Lech Poznań |

| 20 de julho de 2017 | Lech Poznań                | 2 – 0     | Haugesund | Stadion Miejski, Poznań                       |
| 20:00               | Jevtić 32' · Nielsen 90+3' | Relatório |           | Público: 21 968 Árbitro: AUT Alexander Harkam |

| Lech Poznań | Haugesund |

### Jogo 12
| 13 de julho de 2017 | Brøndby                | 2 – 0     | VPS | Brøndby Stadium, Brøndby                   |
| 18:30               | Pukki 16' · Fisker 28' | Relatório |     | Público: 8 533 Árbitro: BEL Bart Vertenten |

| Brøndby | VPS |

| 20 de julho de 2017 | VPS                         | 2 – 1     | Brøndby     | Hietalahti Stadium, Vaasa                |
| 18:00               | Voutilainen 11' · Sohna 40' | Relatório | Meerits 16' | Público: 4 385 Árbitro: ITA Paolo Valeri |

| VPS | Brøndby |

### Jogo 13
| 13 de julho de 2017 | IFK Norrköping               | 2 – 1     | FK Trakai    | Nya Parken, Norrköping                     |
| 20:00               | Andersson 32' · Holmberg 61' | Relatório | Maksimov 66' | Público: 5 133 Árbitro: FRA Amaury Delerue |

| IFK Norrk. | FK Trakai |

| 20 de julho de 2017 | FK Trakai         | 2 – 1     | IFK Norrköping | LFF Stadium, Vilnius                      |
| 18:00               | Maksimov 11', 35' | Relatório | Skrabb 86'     | Público: 2 750 Árbitro: HOL Dennis Higler |

|                                                  |       | Penalidades                     |  |
| Klimavičius Vorobjovas Čyžas Shyshka Januševskij | 5 – 3 | Wahlqvist Smith Eliasson Skrabb |  |

| FK Trakai | IFK Norrk. |

### Jogo 14
| 13 de julho de 2017 | Hajduk Split     | 1 – 0     | Levski Sofia | Stadion Hrvatski vitezovi, Dugopolje[G]       |
| 20:30               | Futács 24' (pen) | Relatório |              | Público: 5 000 Árbitro: SWE Mohammed Al-Hakim |

| Hajduk Split | Levski Sofia |

| 20 de julho de 2017 | Levski Sofia | 1 – 2     | Hajduk Split            | Vivacom Arena - Georgi Asparuhov Stadium, Sofia |
| 19:00               | Buș 69'      | Relatório | Ohandza 80' · Erceg 86' | Árbitro: TUR Ali Palabıyık                      |

| Levski Sofia | Hajduk Split |

### Jogo 15
| 13 de julho de 2017 | Nõmme Kalju | 0 – 3     | Videoton                                  | A. Le Coq Arena, Tallinn[H]           |
| 18:15               |             | Relatório | Pátkai 8' · Šćepović 47' (pen), 74' (pen) | Público: 760 Árbitro: POR João Capela |

| Nõmme Kalju | Videoton |

| 20 de julho de 2017 | Videoton    | 1 – 1     | Nõmme Kalju         | Pancho Aréna, Felcsút[I]                |
| 21:00               | Lazović 37' | Relatório | Dmitrijev 50' (pen) | Público: 2 612 Árbitro: CRO Mario Zebec |

| Videoton | Nõmme Kalju |

### Jogo 16
| 13 de julho de 2017 | Maccabi Tel Aviv                              | 3 – 1     | KR Reykjavík | Netanya Stadium, Netanya[J]                       |
| 17:00               | Schoenfeld 65' · Kjartansson 79' · Atzili 82' | Relatório | Pálmason 58' | Público: 6 923 Árbitro: GRE Anastasios Papapetrou |

| Maccabi | KR Reykjavík |

| 20 de julho de 2017 | KR Reykjavík | 0 – 2     | Maccabi Tel Aviv        | KR-völlur, Reykjavík                      |
| 21:15               |              | Relatório | Atzili 57' · Peretz 66' | Público: 609 Árbitro: BUL Ivaylo Stoyanov |

| KR Reykjavík | Maccabi |

### Jogo 17
| 13 de julho de 2017 | Valletta | 0 – 0     | Utrecht | Hibernians Stadium, Paola                 |
| 20:45               |          | Relatório |         | Público: 1 795 Árbitro: BIH Ognjen Valjić |

| Valletta | Utrecht |

| 20 de julho de 2017 | Utrecht                                | 3 – 1     | Valletta   | Mandemakers Stadion, Waalwijk[K]       |
| 19:30               | Klaiber 18' · Janssen 76' · Labyad 83' | Relatório | Malano 88' | Público: 5 550 Árbitro: NIR Ian McNabb |

| Utrecht | Valletta |

### Jogo 18
| 13 de julho de 2017 | Ružomberok | 0 – 1     | Brann      | Štadión pod Čebraťom, Ružomberok         |
| 18:00               |            | Relatório | Acosta 47' | Público: 4 487 Árbitro: SCO Kevin Clancy |

| Ružomberok | Brann |

| 20 de julho de 2017 | Brann | 0 – 2     | Ružomberok                    | Brann Stadion, Bergen                     |
| 19:00               |       | Relatório | Qose 64' · Kružliak 78' (pen) | Público: 4 688 Árbitro: KAZ Artyom Kuchin |

| Brann | Ružomberok |

### Jogo 19
| 13 de julho de 2017 | Liepājaà | 0 – 2     | Sūduva Marijampolė            | Daugava Stadium, Liepāja               |
| 18:45               |          | Relatório | Verbickas 18' · Laukžemis 75' | Público: 2 798 Árbitro: ISR Erez Papir |

| Liepājaà | Sūduva |

| 20 de julho de 2017 | Sūduva Marijampolė | 0 – 1     | Liepājaà  | Sūduva Stadium, Marijampolė                 |
| 18:00               |                    | Relatório | Keita 57' | Público: 2 632 Árbitro: LUX Laurent Kopriwa |

| Sūduva | Liepājaà |

### Jogo 20
| 13 de julho de 2017 | Qabala             | 1 – 1     | Jagiellonia Białystok | Bakcell Arena, Baku[L]                  |
| 19:00               | Joseph-Monrose 47' | Relatório | Romanchuk 15'         | Público: 6 500 Árbitro: GER Marco Fritz |

| Qabala | Jagiellonia |

| 20 de julho de 2017 | Jagiellonia Białystok | 0 – 2     | Qabala                    | City Stadium, Białystok                         |
| 20:30               |                       | Relatório | Gurbanov 18' · Ozobić 89' | Público: 13 326 Árbitro: ROM Sebastian Colţescu |

| Jagiellonia | Qabala |

### Jogo 21
| 13 de julho de 2017 | Progrès Niederkorn | 0 – 1     | AEL Limassol     | Stade Municipal, Differdange[M]                 |
| 19:45               |                    | Relatório | Arruabarrena 66' | Público: 1 929 Árbitro: ITA Massimiliano Irrati |

| Progrès | AEL Limassol |

| 20 de julho de 2017 | AEL Limassol              | 2 – 1     | Progrès Niederkorn | Antonis Papadopoulos Stadium, Larnaca[N]    |
| 19:00               | Irhene 70' · Lafrance 88' | Relatório | Françoise 83'      | Público: 3 740 Árbitro: FRA Frank Schneider |

| AEL Limassol | Progrès |

### Jogo 22
| 6 de julho de 2017 | Rheindorf Altach | 1 – 1     | Dinamo Brest | Stadion Schnabelholz, Altach             |
| 18:30              | Nutz 49'         | Relatório | Sedko 74'    | Público: 2 811 Árbitro: SMA Barbeno Luca |

| R. Altach | Dinamo Brest |

| 20 de julho de 2017 | Dinamo Brest | 0 – 3     | Rheindorf Altach                    | Regional Sport Complex Brestsky, Brest     |
| 19:00               |              | Relatório | Ngamaleu 8' · Nutz 44' · Netzer 52' | Público: 10 000 Árbitro: NIR Keith Kennedy |

| Dinamo Brest | R. Altach |

### Jogo 23
| 6 de julho de 2017 | Östersunds                  | 2 – 0     | Galatasaray | Jämtkraft Arena, Östersund                        |
| 19:00              | Ghoddos 68' · Hopcutt 90+2' | Relatório |             | Público: 5 407 Árbitro: ESP Juan Martínez Munuera |

| Östersunds | Galatasaray |

| 20 de julho de 2017 | Galatasaray | 1 – 1     | Östersunds      | Türk Telekom Stadium, Istanbul               |
| 19:30               | Çalık 69'   | Relatório | Nouri 60' (pen) | Público: 33 646 Árbitro: GER Bastian Dankert |

| Galatasaray | Östersunds |

### Jogo 24
| 13 de julho de 2017 | Inter Baku  | 1 – 0     | Fola Esch | Dalga Arena, Baku[O]                          |
| 18:00               | Seyidov 89' | Relatório |           | Público: 2 500 Árbitro: ISR Eitan Shmuelevitz |

| Inter Baku | Fola Esch |

| 20 de julho de 2017 | Fola Esch                                          | 4 – 1     | Inter Baku       | Stade Émile Mayrisch, Esch-sur-Alzette     |
| 19:30               | Hadji 21' · Saiti 32' · Laterza 59' · Sacras 90+4' | Relatório | Fardjad-Azad 70' | Público: 1 250 Árbitro: LTU Donatas Rumšas |

| Fola Esch | Inter Baku |

### Jogo 25
| 13 de julho de 2017 | Vaduz | 0 – 1     | Odd        | Rheinpark Stadion, Vaduz                  |
| 19:00               |       | Relatório | Occéan 42' | Público: 1 043 Árbitro: FIN Antti Munukka |

| Vaduz | Odd |

| 20 de julho de 2017 | Odd            | 1 – 0     | Vaduz | Skagerak Arena, Skien                        |
| 19:00               | Mladenovic 82' | Relatório |       | Público: 2 492 Árbitro: SER Aleksandar Vasić |

| Odd | Vaduz |

### Jogo 26
| 13 de julho de 2017 | Valur              | 1 – 2     | Domžale                       | Hlíðarendi, Reykjavík                 |
| 22:00               | Lárusson 36' (pen) | Relatório | Repas 23' · Ibričić 73' (pen) | Público: 794 Árbitro: NOR Tore Hansen |

| Valur | Domžale |

| 20 de julho de 2017 | Domžale                                      | 3 – 2     | Valur                         | Sports Park, Domžale                            |
| 20:00               | Firer 25' (pen) · Balkovec 69' · Ibričić 71' | Relatório | Lýðsson 3' (pen) · Bøgild 43' | Público: 1 900 Árbitro: MKD Dimitar Mečkarovski |

| Domžale | Valur |

### Jogo 27
| 13 de julho de 2017 | Irtysh Pavlodar      | 1 – 1     | Estrela Vermelha | Pavlodar Central Stadium, Pavlodar       |
| 16:00               | Živković 90+3' (pen) | Relatório | Boakye 51' (pen) | Público: 8 500 Árbitro: ROM Marius Avram |

| Irtysh Pavl. | Estrela V. |

| 20 de julho de 2017 | Estrela Vermelha       | 2 – 0     | Irtysh Pavlodar | Red Star Stadium, Belgrade              |
| 20:30               | Donald 10' · Srnić 77' | Relatório |                 | Público: 22 414 Árbitro: SUI Fedayi San |

| Estrela V. | Irtysh Pavl. |

### Jogo 28
| 13 de julho de 2017 | Aberdeen     | 1 – 1     | Široki Brijeg | Pittodrie Stadium, Aberdeen                  |
| 20:45               | Christie 18' | Relatório | Marković 69'  | Público: 17 067 Árbitro: BEL Erik Lambrechts |

| Aberdeen | Široki Brijeg |

| 20 de julho de 2017 | Široki Brijeg | 0 – 2     | Aberdeen                        | Stadion Pecara, Široki Brijeg                 |
| 20:45               |               | Relatório | Stewart 72' · Mackay-Steven 78' | Público: 4 800 Árbitro: DIN Michael Tykgaard] |

| Široki Brijeg | Aberdeen |

### Jogo 29
| 29 de julho de 2017 | Ferencvárosi             | 2 – 4     | Midtjylland                                          | Groupama Arena, Budapest                   |
| 18:45               | Botka 22' · R. Varga 42' | Relatório | J. Poulsen 45+1' (pen), 61', 67' (pen) · Onuachu 90' | Público: 8 034 Árbitro: SUI Sandro Schärer |

| Ferencvárosi | Midtjylland |

| 20 de julho de 2017 | Midtjylland                            | 3 – 1     | Ferencvárosi  | MCH Arena, Herning                       |
| 19:00               | Wikheim 34' · Nissen 71' · Sørloth 81' | Relatório | Rui Pedro 64' | Público: 5 413 Árbitro: TUR Alper Ulusoy |

| Midtjylland | Ferencvárosi |

### Jogo 30
| 29 de julho de 2017 | Sturm Graz | 0 – 1     | Mladost Podgorica | Liebenauer Stadium, Graz                       |
| 20:30               |            | Relatório | Krkotić 2' (pen)  | Público: 7 109 Árbitro: FIN Mattias Gestranius |

| Sturm Graz | Mladost |

| 20 de julho de 2017 | Mladost Podgorica | 0 – 3     | Sturm Graz                            | Podgorica City Stadium, Podgorica[P] |
| 20:30               |                   | Relatório | Röcher 33' · Zulechner 39' · Alar 46' | Árbitro: BUL Nikola Popov            |

| Mladost | Sturm Graz |

### Jogo 31
| 13 de julho de 2017 | Shkëndija                         | 3 – 1     | HJK Helsinki | Stadion Mladost, Strumica[Q]               |
| 18:00               | Ibraimi 45' (pen), 59', 64' (pen) | Relatório | Jallow 35'   | Público: 1 492 Árbitro: AUT Markus Hameter |

| Shkëndija | HJK Helsinki |

| 20 de julho de 2017 | HJK Helsinki | 1 – 1     | Shkëndija     | Telia 5G -areena, Helsinki                      |
| 18:00               | Radeski 28'  | Relatório | Čeliković 71' | Público: 5 326 Árbitro: ISL Gunnar Jarl Jónsson |

| HJK Helsinki | Shkëndija |

### Jogo 32
| 13 de julho de 2017 | Trenčín  | 1 – 1     | Bnei Yehuda | Stadium Myjava, Myjava[R]                               |
| 20:30               | Paur 59' | Relatório | Valskis 3'  | Público: 2 365 Árbitro: ESP José María Sánchez Martínez |

| Trenčín | Bnei Yehuda |

| 20 de julho de 2017 | Bnei Yehuda                  | 2 – 0     | Trenčín | HaMoshava Stadium, Petah Tikva[S]         |
| 19:00               | Tchibota 50' · Ashkenazi 85' | Relatório |         | Público: 1 700 Árbitro: POL Tomasz Musiał |

| Bnei Yehuda | Trenčín |

### Jogo 33
| 13 de julho de 2017 | Osijek                 | 2 – 0     | Luzern | Stadion Gradski vrt, Osijek             |
| 20:45               | Ejupi 66' · Grezda 79' | Relatório |        | Público: 7 542 Árbitro: ITA Marco Guida |

| Osijek | Luzern |

| 20 de julho de 2017 | Luzern         | 2 – 1     | Osijek    | Swissporarena, Lucerna                    |
| 19:45               | Juric 19', 62' | Relatório | Ejupi 72' | Público: 8 483 Árbitro: NOR Martin Lundby |

| Luzern | Osijek |